# Айнбунд, Валерий Александрович
Валерий Александрович Айнбунд (18 сентября 1944 — 2009) — начальник Управления строительства, инженерного обеспечения и расквартирования Военно-Морского Флота РФ (1995—2004), генерал-лейтенант, лауреат Государственной премии РФ в области науки и техники (1998).

## Биография
Родился 18 сентября 1944 г. в Москве.
Окончил Ленинградское высшее военное инженерно-техническое училище (1968).
Служил в Управлении капитального строительства Северного флота: заместитель начальника производственного отдела, уполномоченный и начальник инспекции технического надзора в Северодвинске и Североморске, начальник производственного отдела.
В 1992—1994 гг. главный инженер и заместитель начальника, в 1994—1995 гг. начальник Главного инженерного управления ВМФ.
В 1995—2004 гг. начальник Управления строительства, инженерного обеспечения и расквартирования Военно-Морского Флота РФ. Генерал-лейтенант.
С 2004 по апрель 2006 г. руководитель (председатель объединения) ФГУП «Внешстройимпорт». С 2006 г. генеральный директор созданного на базе ФГУП «Внешстройимпорт» ОАО «Особые экономические зоны», г. Москва.
Руководитель авторского коллектива изданий:
- Инженерно-строительные органы ВМФ. 300 лет на службе Отечеству. Краткий исторический очерк. 1696—1996. СПб., 1998. — 200с.
- Военные строители Черноморского флота : Ист. хроника : К трехвековой истории Рос. флота / Авт.: С. А. Полоцкий (рук.), В. А. Балан, В. Д. Герасимович и др.; Редкол.: В. А. Айнбунд (пред.) и др. — Севастополь : Ахтиар, 1997. — 285 с., [85] л. ил., портр. : ил., портр.; 29 см; ISBN 5-87314-050-2

Лауреат Государственной премии ПФ в области науки и техники (1998, в составе коллектива) — за создание и внедрение быстровозводимого железобетонного плавучего причала-набережной для стоянки и снабжения крупных надводных кораблей Военно-Морского Флота и судов морского транспорта. Заслуженный строитель Российской Федерации (25.11.1994).
Награждён орденами Почёта и «За военные заслуги».
Семья: жена, двое детей.
Похоронен на Троекуровском кладбище.